# سجادی حسینی
سجادی حسینی نام خانوادگی افراد زیر است:
- علی سجادی حسینی، کارگردان ایرانی
- کاوه سجادی حسینی، کارگردان ایرانی (فرزند علی سجادی حسینی)
- فرید سجادی حسینی، بازیگر و کارگردان ایرانی (برادر علی سجادی حسینی)
- آرش سجادی حسینی، کارگردان ایرانی (فرزند فرید سجادی حسینی)